# CCID
CCID(chip card interface device, 칩 카드 인터페이스 장치) 프로토콜은 스마트카드 제조업체가 자체 리더기나 프로토콜을 제공할 필요 없이 표준 USB 인터페이스를 사용하여 카드 리더를 통해 스마트카드를 컴퓨터에 연결할 수 있도록 하는 USB 프로토콜이다. 이를 통해 스마트카드는 비트로커에서 사용되는 것과 같은 인증 및 데이터 암호화를 위한 보안 토큰으로 사용할 수 있다. 칩 카드 인터페이스 장치는 다양한 형태로 제공된다. 가장 작은 CCID 형태는 표준 USB 동글이며 USB 동글 내부에 SIM 카드 또는 SD 카드를 포함할 수 있다. 또 다른 인기 있는 인터페이스는 컴퓨터 자판 기능과 함께 스마트카드를 삽입할 수 있는 슬롯이 내장된 USB 스마트카드 리더 키보드이다. 그러나 모든 CCID 준수 장치가 탈착식 스마트카드를 수용하는 것은 아니다. 예를 들어 일부 유비키 하드웨어 인증 장치는 CCID를 지원하며 카드 리더와 스마트카드 자체의 역할을 모두 수행한다.
프로토콜은 주로 스마트카드와의 상호 작용을 기반으로 하므로 ISO/IEC 7816-4 및 ISO 7816-3을 스마트카드와 통신하는 주요 방법으로 사용하며, 일부 USB 보안 토큰의 경우 장치 자체와 통신하는 데 사용된다.

## 하드웨어 구현
USB 표준 워킹 그룹의 CCID 사양에 따르면 CCID는 10바이트 헤더와 메시지별 데이터로 구성된 CCID 메시지를 사용하여 USB를 통해 호스트 컴퓨터와 정보를 교환한다. 이 표준은 호스트 컴퓨터가 메시지에 데이터, 상태 및 제어 정보를 전송하는 데 사용할 수 있는 14가지 명령을 정의한다. 모든 명령에는 CCID로부터 최소한 하나의 응답 메시지가 필요하다.

## 소프트웨어 드라이버
CCID 드라이버 지원은 마이크로소프트에서 윈도우 2000부터 기본적으로 지원되었다. 애플은 macOS부터 기본 CCID 지원의 일부를 포함했으며, 미국 연방 정부에서 설정한 Common Access Card 및 Personal Identity Verification 사양과 함께 지원을 발전시켜 왔다. 애플은 iOS 16.0부터, iPadOS 16.1부터 iOS에서 기본 CCID 지원을 포함했다. 리눅스 및 다른 유닉스에서는 CCID 및 CT-API 장치는 일반적으로 사용자 공간 드라이버로 액세스되며, 특별한 커널 적응이 필요 없다.

## CCID 제공업체 목록
- Advanced Card Systems
- ActivIdentity
- Baltech
- Bit4id
- BLUTRONICS
- Elyctis
- FEITIAN Technologies
- 젬알토
- Giesecke & Devrient
- HID Global
- JaCarta
- rf IDEAS
- 세이프넷
- SecuTech Solutions
- SpringCard
- 베리사인
- 유비코
- Reiner Kartenlesegeräte
- DUALi